# Territorialprälatur Pompei
Die in Italien gelegene Territorialprälatur Pompei o Beatissima Vergine Maria del Santissimo Rosario (lateinisch Praelatura Territorialis Pompeiana seu Beatissimae Virginis Mariae a Sanctissimo Rosario) wurde am 20. März 1926 unter dem Namen „Prälatur Beatissima Vergine Maria del Santissimo Rosario“ begründet und erhielt am 8. Mai 1951 ihren heutigen Namen. Sie gehört der Kirchenprovinz des Erzbistums Neapel an.
Der Rechtsanwalt Bartolo Longo ließ im ausgehenden 19. Jahrhundert hier ein Kirchengebäude erbauen und begründete damit eine Wallfahrt zur Madonna vom Heiligen Rosenkranz, die sich rasch großen Zuspruchs erfreute – bereits 1883 versammelten sich an der Wallfahrtsstätte mehr als 20.000 Pilger. Nach der Übergabe an den Apostolischen Stuhl und einem weiteren Wachstum des Wallfahrtswesens wurde die Stadt Pompei auch kirchlich zu einer eigenständigen Einheit.

## Prälaten
- Carlo Cremonesi (1926–1928)
- Antonio Anastasio Rossi (1927–1948)
- Roberto Ronca (1948–1955)
- Aurelio Signora (1957–1977)
- Domenico Vacchiano (1978–1990)
- Francesco Saverio Toppi OFMCap (1990–2001)
- Domenico Sorrentino (2001–2003)
- Carlo Liberati (2003–2012)
- Tommaso Caputo (seit 2012)

## Weblinks

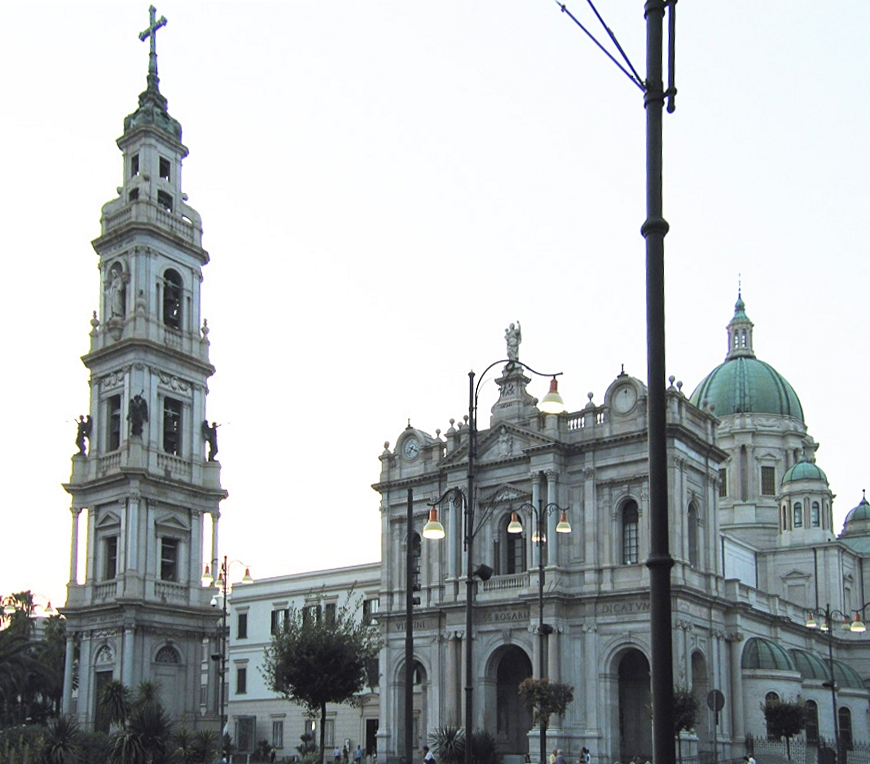
Heiligtum Unserer Lieben Frau vom Rosenkranz in Pompei